# 咲菜月
碧井 菜月（あおい なつき、5月1日 - ）は、日本のグラビアアイドル、タレント。長崎県長崎市出身。
中学時代はバスケ部、高校時代は女子サッカー部。

## 略歴
2020年10月よりティファナエンターテインメントに所属。
2021年12月24日、『ミス東スポ2022選考オーディション』にて準グランプリを受賞。
2022年4月9日、『第3回サンスポGoGoクイーンオーディションへの道・サンスポオンライン賞オーディション』にてオンライン賞を受賞。
2023年6月17日、『第6回ミス週刊実話WJガールズオーディション』にて準グランプリを受賞。
2024年11月1日､フリーランスになることをX（旧:twitter）で公表、これに伴い芸名を旧姓の咲菜月から碧井菜月へと変更する｡

## 人物
- 趣味：特撮鑑賞、フットサル[1]。
- 特技：グラフィティ、サッカー、バスケットボール、エレクトーン[1]。
- 戦隊ヒーロー、仮面ライダーが好きな特撮女子[6][7]。夢は特撮番組に出ること[2]。
- 初恋は仮面ライダー555の乾巧である。
- 好きな食べ物はびっくりドンキーのハンバーグ。好きな飲み物はメロンソーダ。

## 作品

### イメージビデオ
- 咲、今満開！（2022年9月28日、スパイスビジュアル）[8]
- 聖処女（2023年6月27日、エアーコントロール）[9]

### デジタル写真集
- Gz PRESS No.520（2022年5月21日、サーティースリー）[10]
- Gz PRESS No.526（2022年6月4日、サーティースリー）[11]
- Gz PRESS No.532（2022年6月18日、サーティースリー）[12]
- Gz PRESS No.538（2022年7月2日、サーティースリー）[13]
- Gz PRESS No.544（2022年7月16日、サーティースリー）[14]
- Gz PRESS No.550（2022年7月30日、サーティースリー）[15]
- Gz PRESS No.556（2022年8月13日、サーティースリー）[16]
- bloom（2022年9月1日、撮影：武田真由子）
- 咲、今満開！〜Ver.1〜（2022年12月3日、スパイスビジュアル）
- 咲、今満開！〜Ver.2〜（2022年12月8日、スパイスビジュアル）
- OL制服1 RQ-LABOデジタル写真集（2022年12月9日、パートナーシステム）[17]
- 私服1＋ビキニ水着 RQ-LABOデジタル写真集（2022年12月19日、パートナーシステム）[18]
- 私服2＋ビキニ水着 RQ-LABOデジタル写真集（2022年12月28日、パートナーシステム）[19]
- Kiss You（2023年1月3日、エー・ビー・エンターテイメント）
- OL制服2＋ビキニ水着 RQ-LABOデジタル写真集（2023年1月11日、パートナーシステム）[20]
- 私服3＋ビキニ水着 RQ-LABOデジタル写真集（2023年1月20日、パートナーシステム）[21]
- 私服4＋ビキニ水着 RQ-LABOデジタル写真集（2023年1月25日、パートナーシステム）[22]

## 出演

### テレビ番組
- 番付ヤンキース（2021年3月7日、日本テレビ）
- 極楽山本・ロンブー亮のARIGATEEN TV（2021年10月3日、テレビ埼玉）

### ウェブ配信
- ゴードン探偵事務所（2021年5月2日、YouTube）- 第4話『ハッピーの通り道』[23]
- チャンスの時間（2021年6月16日、ABEMA）※再現VTR[24]
- ヒロミ・指原の“恋のお世話始めました”（2022年2月17日、ABEMA）[25]

### 舞台
- AUBE GIRL'S STAGE｢シンギュラリティ・ゼロ｣（2022年6月22日 - 26日)@萬劇場- 主演：春乃美理愛役（チーム・インテリジェンス）[26]
- AUBE GIRL'S STAGE ｢NO EXIST VOYAGER｣（2023年7月5日 - 9日)@シアターブラッツ- 主演：時沢空乃役（空組）[27]
- マリブステージ｢桜並木のアパート｣ (2023年9月27日-10月1日)＠サンモールスタジオ-藤田あいこ役(チームゴースト)
- LIVEDOG GIRLS ｢TOARU2024｣(2024年8月23日-9月1日)@中目黒キンケロ･シアター-豊臣カレン役(Teamsquare)